# Mia Isabella
Mia Isabella, pseudonimo di Michelle Levelle Davis (Chicago, 30 luglio 1985), è un'attrice pornografica statunitense, vincitrice del premio XBIZ come miglior attrice transessuale dell'anno 2011.

## Biografia
Nata e cresciuta a Chicago, nell'Illinois, ha passato gran parte della sua infanzia nel Tennessee, prima di tornare a vivere quando era adolescente a Chicago. Di origini francesi, portoricane e giamaicane, si diplomò a 16 anni e frequentò l'Art Institute di Chicago. Ha ottenuto in seguito una laurea in moda al Paris Fashion Institute. Isabella è entrata nell'industria del cinema per adulti nel 2005 all'età di 19 anni. All'età di 22 anni, subì un intervento di chirurgia facciale e vari interventi di chirurgia estetica al seno, al viso e al fisico.

## Riconoscimenti

### 2010
- Urban X Award[1]: Candidatura come Best Ethnic Transsexual

### 2011
- AVN Award[2]:	Candidatura come Best Alternative Web Site
- AVN Award[2]:	Candidatura come Transsexual Performer of the Year
- Urban X Award[3]: Vincitrice come Transsexual Performer of the Year
- XBIZ Award[4]: Vincitrice come Transsexual Performer of the Year

### 2012
- AVN Award[5]:	Candidatura come Transsexual Performer of the Year
- AVN Award[5]: Candidatura come Best Alternative Website
- NightMoves Award[6]: Vincitrice come Best Transsexual Performer (Editor’s Choice)
- XBIZ Award[7]: Candidatura come Transsexual Performer of the Year
- XBIZ Award[7]: Candidatura come Transsexual Site of the Year

### 2013
- XBIZ Award[8]: Candidatura come Transsexual Site of the Year

### 2014
- XBIZ Award[9]: Candidatura come Transsexual Site of the Year